# Liste der Tiroler Meister im Naturbahnrodeln
In der Liste der Tiroler Meister im Rennrodeln werden alle Titelträger bei Tiroler Meisterschaften im Rodeln beziehungsweise ab 1966 im Naturbahnrodeln aufgeführt.
Seit 1948 gab es die ersten Tiroler Meisterschaften im Rodeln, die eher dem heutigen Natur- statt dem heutigen Kunstbahnrodeln entsprachen. Im Laufe der Zeit tendierten beide Varianten immer weiter auseinander, weshalb seit 1966 getrennte Meisterschaften in beiden Klassen durchgeführt werden. Die Titelträger im Kunstbahnrodeln finden sich in der Liste der Tiroler Meister im Rennrodeln.

## Siegerliste
| Jahr | Frauen                            | Männer                            | Doppel |
| ---- | --------------------------------- | --------------------------------- | --- |
| 1948 | Hilde Sturm (RV Halltal)          | Paul Aste (SV Matrei)             | Hans Sponring (RV Halltal) Max Würtemberger (RV Halltal)                                                      |
| 1949 | Maria Isser (SV Matrei)           | Willi Leimgruber (RV Halltal)     | Josef Isser (ESV Innsbruck) Hans Hauser (SV Matrei)                                                           |
| 1950 | Maria Isser (SV Matrei)           | Paul Aste (SV Matrei)             | Paul Aste (SV Matrei) Josef Kolb (SV Matrei)                                                                  |
| 1951 | Maria Isser (SV Matrei)           | Erich Raffl (ISVV)                | Erich Raffl (ISVV) Walter Wichita (SV Fulpmes)                                                                |
| 1952 | Lotte Bacher (ISVV)               | Karl Feistmantl (RV Halltal)      | Hermann Mayregger (SC Igls) Adalbert Mayregger (SC Igls)                                                      |
| 1953 | Hanni Schaber (RV Imst)           | Anton Fischler (RV Halltal)       | Josef Thaler (SV Matrei) Luis Posch (RV Imst)                                                                 |
| 1954 | Maria Isser (SV Matrei)           | Norbert Steixner (WSV Schönberg)  | Erich Raffl (ISVV) Willi Schöpf (ISVV)                                                                        |
| 1955 | Ida Zangerle (RV Imst)            | Josef Thaler (RV Imst)            | Josef Thaler (RV Imst) Luis Posch (RV Imst)                                                                   |
| 1956 | Melita Leimgruber (RV Halltal)    | Luis Walch (RV Imst)              | Franz Lechleitner (RV Imst) Ewald Walch (ESV Hatting)                                                         |
| 1957 | Ida Zangerle (RV Imst)            | Josef Thaler (RV Imst)            | Toni Prantl (SV Karrösten) Willi Schöpf (ISV)                                                                 |
| 1958 | Maria Isser (SV Matrei)           | Josef Thaler (RV Imst)            | Josef Thaler (RV Imst) Luis Posch (RV Imst)                                                                   |
| 1959 | Helene Thurner (SV Schönwies)     | Anton Venier (SV Schönwies)       | Anton Venier (SV Schönwies) Emmerich Walch (ESV Hatting)                                                      |
| 1960 | Sophie Steixner (WSV Schönberg)   | Josef Jäger (TSU Telfes)          | Emmerich Walch (ESV Hatting) Ewald Walch (ESV Hatting)                                                        |
| 1961 | Anni Pichler (SC Raitis)          | Hans Käsbacher (ISVV)             | Willi Haslwanter (ISVV) Josef Norer (ISVV)                                                                    |
| 1962 | Helene Thurner (SV Schönwies)     | Josef Thaler (RV Imst)            | Willi Haslwanter (ISVV) Josef Norer (ISVV)                                                                    |
| 1963 | Waltraud Mair (SV Stams)          | Alois Springer (ESV Hatting)      | Alois Springer (ESV Hatting) Emmerich Walch (ESV Hatting)                                                     |
| 1964 | Waltraud Mair (SV Stams)          | Franz Hinterlechner (TSU Telfes)  | Willi Haslwanter (ISVV) Josef Norer (ISVV)                                                                    |
| 1965 | Ruth Oberhöller (SV Matrei)       | Richard Huter (RC Raitis)         | Willi Haslwanter (ISVV) Josef Norer (ISVV)                                                                    |
| 1966 | Irmgard Gritsch (SV Sautens)      | Franz Hinterlechner (TSU Telfes)  | Franz Hinterlechner (TSU Telfes) Erich Schlaucher (TSU Telfes)                                                |
| 1967 | Hannelore Plattner (ISSV)         | Erich Raffl (SV Matrei)           | Franz Hinterlechner (TSU Telfes) Erich Schlaucher (TSU Telfes)                                                |
| 1968 | Sophie Steixner (WSV Schönberg)   | Richard Huter (RC Raitis)         | Richard Huter (RC Raitis) Klaus Motz (RC Raitis)                                                              |
| 1969 | Ruth Oberhöller (SV Matrei)       | Erich Raffl (SV Matrei)           | Stefan Peer (SV Matrei) Erich Raffl (SV Matrei) und Franz Pitter (WSV Schönberg) Heinz Hofler (WSV Schönberg) |
| 1970 | Hannelore Mariner (ISSV)          | Albert Gufler (RC Raitis)         | Erwin Pitter (WSV Schönberg) Oswald Haller (WSV Schönberg)                                                    |
| 1971 | Klara Niedertscheider (RV Lienz)  | Karl Oberhöller (TSU Innsbruck)   | Josef Maier (TSU Compedal) Albert Glanzl (RV Lienz)                                                           |
| 1972 | Klara Niedertscheider (RV Lienz)  | Richard Huter (RC Raitis)         | Gottfried Wallensteiner (RV Lienz) Albert Glanzl (RV Lienz)                                                   |
| 1973 | Irmgard Fiegl (TSU Innsbruck)     | Klaus Motz (RC Raitis)            | Richard Huter (RC Raitis) Klaus Motz (RC Raitis)                                                              |
| 1974 | Hilda Fuchs (TU Leisach)          | Richard Huter (RC Raitis)         | Richard Huter (TSU Innsbruck) Klaus Motz (TSU Innsbruck)                                                      |
| 1975 | Maria Schermer (SC Schwaz)        | Anton Weißbacher (TSU Innsbruck)  | Richard Huter (TSU Innsbruck) Klaus Motz (TSU Innsbruck)                                                      |
| 1976 | Klara Niedertscheider (RV Lienz)  | Werner Prantl (SC Schwaz)         | Richard Huter (TSU Innsbruck) Klaus Motz (TSU Innsbruck)                                                      |
| 1977 | Ruth Oberhöller (TSU Innsbruck)   | Klaus Motz (RC Raitis)            | Richard Huter (TSU Innsbruck) Klaus Motz (TSU Innsbruck)                                                      |
| 1978 | Hilda Fuchs (TU Leisach)          | Klaus Motz (RC Raitis)            | Konrad Jungmann (TSU Compedal) Josef Theurl (TSU Compedal)                                                    |
| 1979 | Ruth Oberhöller (TSU Innsbruck)   | Richard Huter (RC Raitis)         | Wolfgang Erlacher (WSV Vomp) Alfred Kogler (WSV Vomp)                                                         |
| 1980 | Barbara Hengi (WSV Thaur)         | Alfred Kogler (WSV Vomp)          | Alfred Kogler (WSV Vomp) Franz Huber (WSV Vomp)                                                               |
| 1981 | Hilda Fuchs (TU Leisach)          | Richard Huter (RC Raitis)         | Konrad Jungmann (TSU Compedal) Franz Mair (TSU Compedal)                                                      |
| 1982 | Emmi Brunner (WSV Gallzein)       | Andreas Triendl (TSU Innsbruck)   | Franz Noichl (RV Aurach) Rupert Döttlinger (RV Aurach)                                                        |
| 1983 | Lydia Schroll (SC Kufstein)       | Alfred Kogler (WSV Vomp)          | Alfred Kogler (WSV Vomp) Franz Huber (WSV Vomp)                                                               |
| 1984 | Hilda Fuchs (TU Leisach)          | Alfred Kogler (WSV Vomp)          | Alfred Kogler (WSV Vomp) Franz Huber (WSV Vomp)                                                               |
| 1985 | Hilda Fuchs (TU Leisach)          | Konrad Jungmann (TU Compedal)     | Walter Mauracher (EGO Pill) Helmut Troger (WSV Vomp)                                                          |
| 1986 | Hilda Fuchs (TU Leisach)          | Hermann Sporer (WSV Hippach)      | Konrad Jungmann (TSU Compedal) Josef Fürhapter (TSU Heinfels)                                                 |
| 1987 | Martha Theuerl (TSU Compedal)     | Andreas Triendl (TSU Innsbruck)   | Arthur Gatt (WSV Trins) Albert Strickner (WSV Trins)                                                          |
| 1988 | Elisabeth Als (SC Kufstein)       | Hannes Theurl (TSU Compedal)      | Roland Wolf (SV Sellrain) Stefan Kögler (SV Sellrain)                                                         |
| 1989 | Elisabeth Als (SC Kufstein)       | Georg Eberharter (SVG Stumm)      | Roland Wolf (SV Sellrain) Stefan Kögler (SV Sellrain)                                                         |
| 1990 | Elisabeth Als (SC Kufstein)       | Peter Lechner (WSV Rietz)         | Peter Lechner (WSV Rietz) Roland Haslwanter (WSV Rietz)                                                       |
| 1991 | –                                 | Georg Eberharter (SVG Stumm)      | Walter Mauracher (EGO Pill) Georg Eberharter (SVG Stumm)                                                      |
| 1992 | Elvira Holzknecht (SV Längenfeld) | Walter Mauracher (EGO Pill)       | Walter Mauracher (EGO Pill) Georg Eberharter (SVG Stumm)                                                      |
| 1993 | Elvira Holzknecht (SV Längenfeld) | Georg Eberharter (SVG Stumm)      | Reinhold Buchmann (SV Aurach) Manfred Als (SC Kufstein)                                                       |
| 1994 | Elvira Holzknecht (SV Längenfeld) | Peter Lechner (WSV Rietz)         | Helmuth Ruetz (SV Sellrain) Andi Ruetz (SV Sellrain)                                                          |
| 1995 | Sandra Mariner (TSU Inzing)       | Peter Lechner (WSV Rietz)         | Helmuth Ruetz (SV Sellrain) Andi Ruetz (SV Sellrain)                                                          |
| 1996 | Sandra Mariner (TSU Inzing)       | Helmuth Ruetz (SV Sellrain)       | Helmuth Ruetz (SV Sellrain) Andi Ruetz (SV Sellrain)                                                          |
| 1997 | Sandra Mariner (TSU Inzing)       | Andi Ruetz (SV Sellrain)          | Helmuth Ruetz (SV Sellrain) Andi Ruetz (SV Sellrain)                                                          |
| 1998 | Elvira Holzknecht (SV Längenfeld) | Helmuth Ruetz (SV Sellrain)       | Martin Schneebauer (WSV Rietz) Peter Lechner (WSV Rietz)                                                      |
| 1999 | Sandra Mariner (TSU Inzing)       | Robert Batkowski (SV Schönberg)   | Helmuth Ruetz (SV Sellrain) Andi Ruetz (SV Sellrain)                                                          |
| 2000 | Elvira Holzknecht (SV Längenfeld) | Robert Batkowski (SV Schönberg)   | Peter Lechner (WSV Rietz) Peter Braunegger (SV Stumm)                                                         |
| 2001 | Sandra Mariner (TSU Inzing)       | Robert Batkowski (SV Schönberg)   | Walter Oberjakober (SV Matrei) Georg Eberharter (SV Stumm)                                                    |
| 2002 | Elvira Holzknecht (SV Längenfeld) | Robert Batkowski (SV Schönberg)   | Gerald Kammerlander (SV Umhausen) Peter Braunegger (SV Umhausen)                                              |
| 2003 | Elvira Holzknecht (SV Längenfeld) | Robert Batkowski (SV Schönberg)   | Walter Oberjakober (SV Matrei) Georg Eberharter (SVGFF Stumm)                                                 |
| 2004 | Sandra Mariner (TSU Inzing)       | Robert Batkowski (SV Schönberg)   | – |
| 2005 | Sandra Mariner (TSU Inzing)       | Gerald Kammerlander (SV Umhausen) | – |
| 2006 | Sabine Kogler (WSV Vomp)          | Gerald Kammerlander (SV Umhausen) | – |
| 2007 | –                                 | Robert Batkowski (SV Schönberg)   | Michael Kalchschmid Simon Kalchschmid                                                                         |
| 2008 | –                                 | Robert Batkowski (SV Schönberg)   | – |
| 2009 | Melanie Batkowski (SV Schönberg)  | Thomas Kammerlander (SV Umhausen) | Michael Kalchschmid Matthias Wild                                                                             |
| 2010 | –                                 | Thomas Kammerlander (SV Umhausen) | Thomas Kammerlander (SV Umhausen) Christoph Regensburger                                                      |
| 2011 | –                                 | Thomas Kammerlander (SV Umhausen) | – |
| 2012 | –                                 | Thomas Kammerlander (SV Umhausen) | Christoph Regensburger Dominik Holzknecht                                                                     |
| 2013 | –                                 | Thomas Kammerlander (SV Umhausen) | – |
| 2014 | –                                 | Thomas Kammerlander (SV Umhausen) | – |
| 2015 | Vanessa Stadler                   | Thomas Kammerlander (SV Umhausen) | – |
| 2016 | –                                 | Thomas Kammerlander (SV Umhausen) | – |
| 2017 | –                                 | Thomas Kammerlander (SV Umhausen) | – |
| 2018 | –                                 | Thomas Kammerlander (SV Umhausen) | – |
| 2019 | Vanessa Markt                     | Thomas Kammerlander (SV Umhausen) | – |
| 2020 | Vanessa Markt                     | Thomas Kammerlander (SV Umhausen) | – |

## Bestenliste
| Platz | Name                  | Frauen | Männer | Doppel | Gesamt |
| ----- | --------------------- | ------ | ------ | ------ | ------ |
| 01.   | Richard Huter         | 0–     | 07     | 07     | 14     |
| 02.   | Thomas Kammerlander   | 0–     | 12     | 01     | 13     |
| 03.   | Klaus Motz            | 0–     | 03     | 06     | 09     |
| 04.   | Robert Batkowski      | 0–     | 08     | 0–     | 08     |
| 05.   | Elvira Holzknecht     | 07     | 0–     | 0–     | 07     |
| 05.   | Sandra Mariner        | 07     | 0–     | 0–     | 07     |
| 05.   | Josef Thaler          | 0–     | 04     | 03     | 07     |
| 05.   | Alfred Kogler         | 0–     | 03     | 04     | 07     |
| 05.   | Georg Eberharter      | 0–     | 03     | 04     | 07     |
| 05.   | Helmuth Ruetz         | 0–     | 02     | 05     | 07     |
| 11.   | Hilda Fuchs           | 06     | 0–     | 0–     | 06     |
| 11.   | Erich Raffl           | 0–     | 03     | 03     | 06     |
| 11.   | Peter Lechner         | 0–     | 03     | 03     | 06     |
| 11.   | Andi Ruetz            | 0–     | 01     | 05     | 06     |
| 15.   | Maria Isser           | 05     | 0–     | 0–     | 05     |
| 16.   | Ruth Oberhöller       | 04     | 0–     | 0–     | 04     |
| 16.   | Franz Hinterlechner   | 0–     | 02     | 02     | 04     |
| 16.   | Konrad Jungmann       | 0–     | 01     | 03     | 04     |
| 16.   | Walter Mauracher      | 0–     | 01     | 03     | 04     |
| 20.   | Willi Haslwanter      | 0–     | 0–     | 04     | 04     |
| 20.   | Josef Norer           | 0–     | 0–     | 04     | 04     |
| 20.   | Klara Niedertscheider | 03     | 0–     | 0–     | 03     |
| 20.   | Elisabeth Als         | 03     | 0–     | 0–     | 03     |
| 20.   | Paul Aste             | 0–     | 02     | 01     | 03     |
| 20.   | Gerald Kammerlander   | 0–     | 02     | 01     | 03     |
| 20.   | Luis Posch            | 0–     | 0–     | 03     | 03     |
| 20.   | Emmerich Walch        | 0–     | 0–     | 03     | 03     |
| 20.   | Franz Huber           | 0–     | 0–     | 03     | 03     |

Stand: 2020